# Mai-Ndombesjön

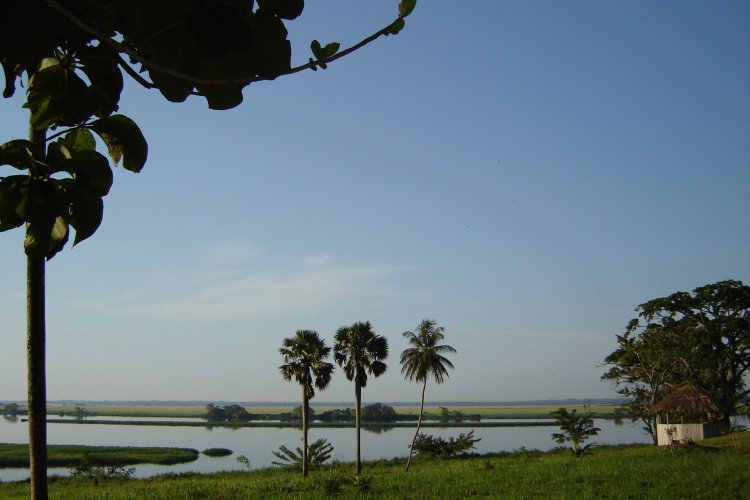
Mai-Ndombe

Mai-Ndombesjön är en insjö på 2 325 km² i Kongo-Kinshasa. Från sjön går floden Fimi, som mynnar ut i Kasai nedanför staden Bandundu. Tidigare var sjön känd som Leopold II:s sjö efter den belgiska kungen Leopold II. Sjöns nuvarande namn har gett provinsen Mai-Ndombe dess namn.